# Aglaé Adanson
Pour les articles homonymes, voir Adanson.
Aglaé Adanson, née le 27 mai 1775 à Paris et morte le 25 mars 1852 à Villeneuve-sur-Allier, est une scientifique française. Elle est l'auteure de nombreux ouvrages sur le jardinage, l'économie rurale et l'économie domestique. Membre fondateur de la Société d'horticulture de Paris, elle est la fondatrice de l'Arboretum de Balaine, située à Villeneuve-sur-Allier, en France.   

## Biographie

### Famille et éducation
Aglaé Catherine Adanson est la fille unique de Michel Adanson, un naturaliste français, et de Jeanne Bénard, son épouse. Dès 1784, le couple se sépare. Aglaé et sa mère vont alors vivre dans l'hôtel particulier du protecteur et amant de cette dernière, Antoine Robert Nazaire Girard de Busson, propriétaire à Paris et dans le Nivernais, à Tresnay. 
À l’âge de 10 ans, Aglaé est placée en pension au Couvent des Dames du Calvaire, à Paris, près des jardins du Luxembourg. Elle y reçoit la visite de son père une fois par mois. Elle bénéficie d'une bonne éducation classique : elle lit les auteurs latins et grecs, suit des cours de philosophie et des cours de dessin.

### Mariage et vie de famille

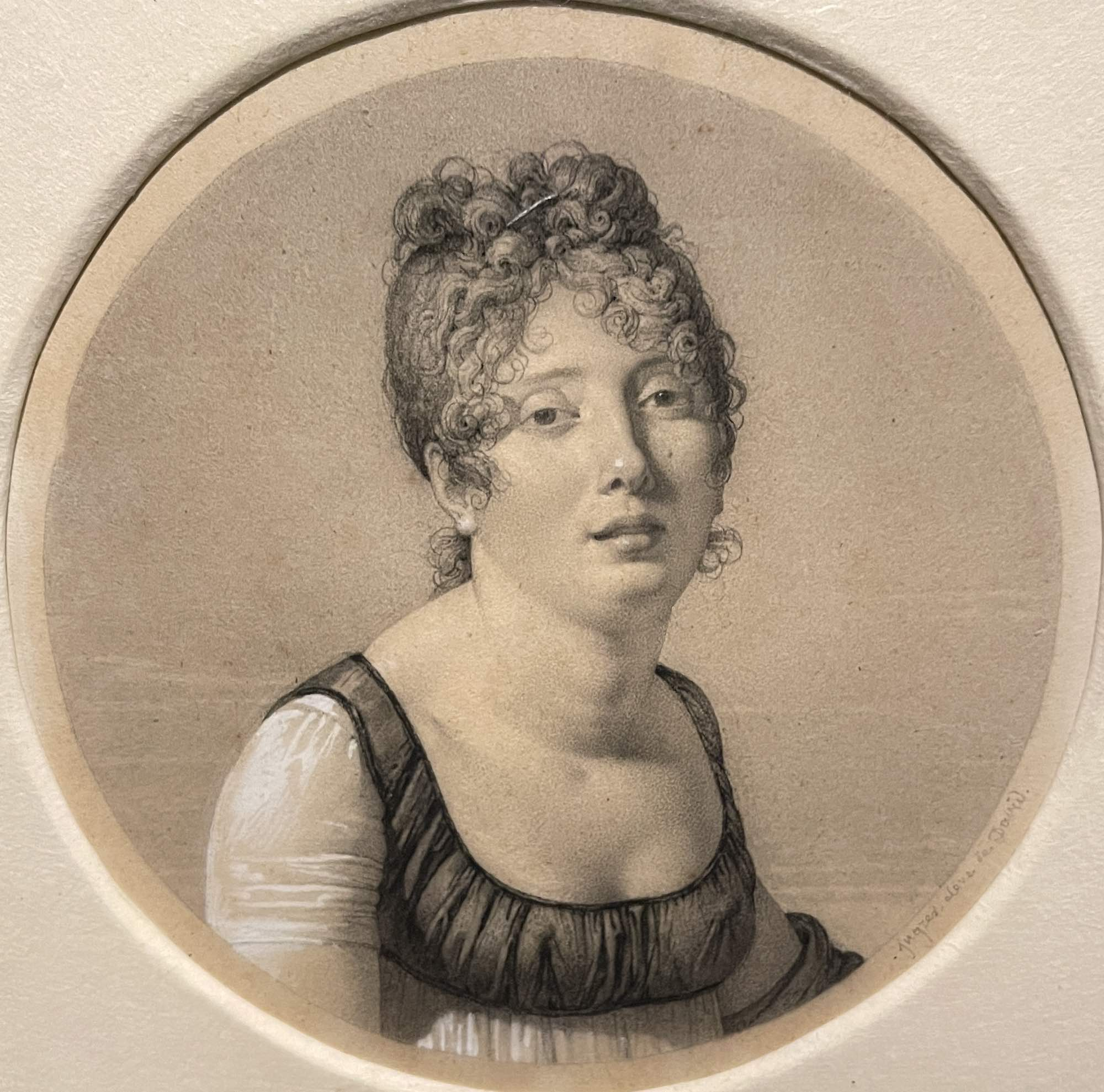
Aglaé Adanson, dessinée par Ingres, vers 1802-1803. Collection privée. Présentée à l'exposition 'Ingres avant Ingres au musée des Beaux-Arts d'Orléans en 2022.

En 1791, elle effectue un séjour linguistique à Londres. À son retour, en 1792, elle épouse un ancien officier des dragons de Louis XVI, Joseph-Eugénie-Louis Margot de Lespinasse. Son mariage est malheureux, car son mari est violent. Leur divorce est prononcé en 1794. En 1796, elle se remarie avec Jean-Baptiste Doumet, avec qui elle aura deux enfants, Émile-Auguste Doumet, officier, député de l'Hérault, dont descendent les héritiers du domaine de Balaine, et Anacharsis (1801-1880), conseiller général de la Nièvre, président de la Société d'horticulture de l'Allier. Elle divorce de Jean-Baptiste Doumet à la naissance de son deuxième fils et vivra alors maritalement avec Pierre Hubert Descotils, architecte dont elle aura un fils, Pierre-Anthenor (1809-1857).

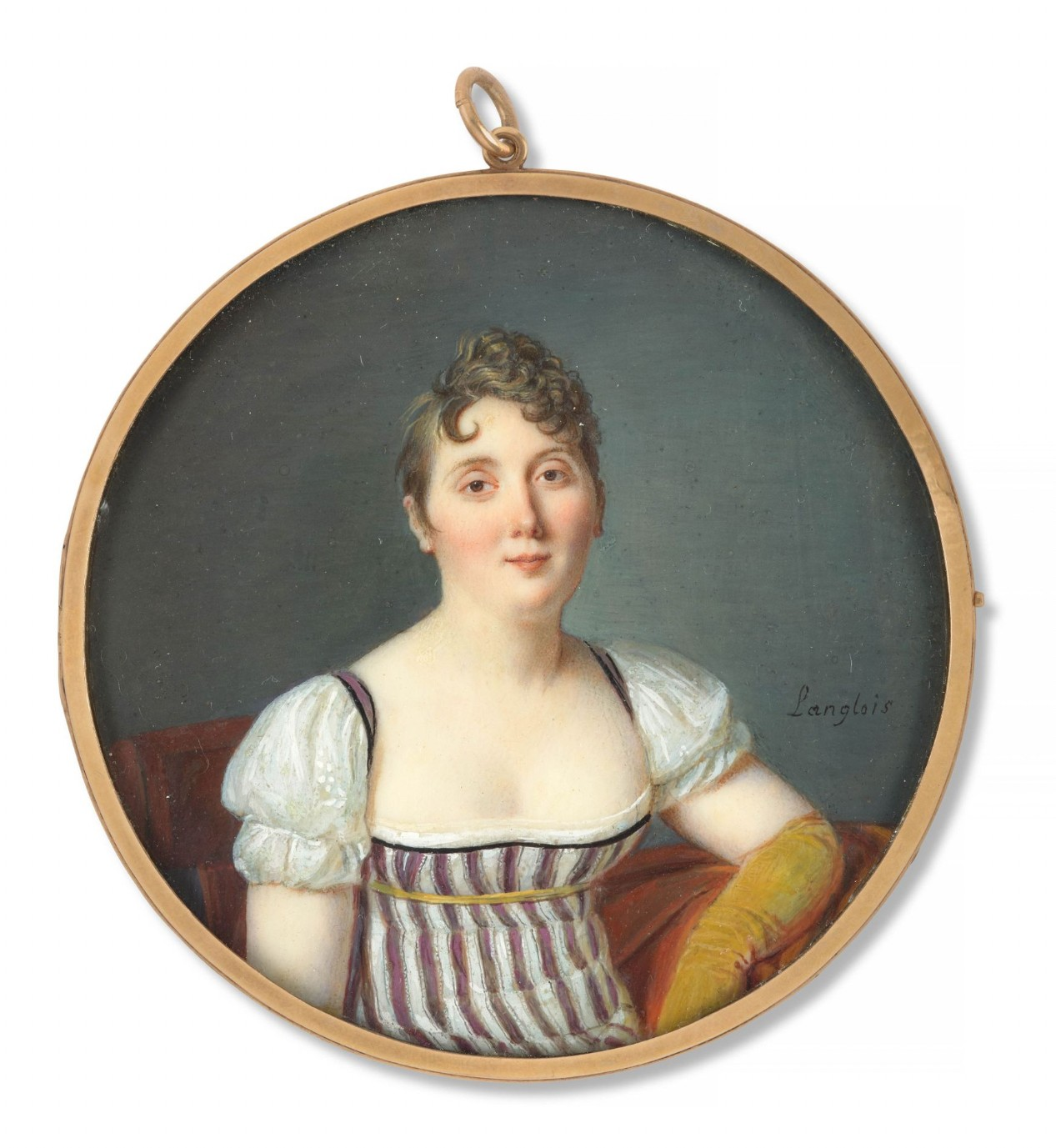
Aglaé Adanson, miniature par Jérôme Langlois (1754-1804). Collection privée. Dans la descendance du modèle jusqu'en 2000, chez Talabardon & Gautier puis collection Pierre Jourdan-Barry, sa vente chez Artcurial en novembre 2024.

### Créatrice de l'arboretum de Balaine
La même année, Girard de Busson se rend propriétaire de la terre de Balaine, dans l'Allier et l'offre en cadeau à Aglaé. Cette dernière aménage un parc, des jardins et un château. Elle entreprend de réaménager les 500 hectares laissés à l'abandon et d'y installer un arboretum en 1804. Grâce à ses nombreuses connaissances en science horticole, elle réussit à acclimater des nyssas, des liquidambars, des cyprès chauves, qui étaient des espèces nouvelles pour l’époque. L'arboretum de Balaine est le premier parc botanique de France dédié aux espèces tropicales. Elle réalisera les plans des allées et massifs et développera un verger. Elle consignera ses travaux dans des cahiers qui lui serviront de base pour ses publications futures. 
Elle a créé l'arboretum en souvenir de son père, Michel Adanson, dont elle a aussi conservé les archives.

### Écrivaine
Elle entretient une correspondance avec Esprit Requien et Urbain Audibert.
Son premier livre à paraître est La maison de campagne, publié en 1822 par l'éditeur Audot. D'abord publié par souscription, il sera finalement réédité cinq fois (en 1825, 1830, 1836, 1845 et 1852) en raison de son succès. Premier traité d'économie domestique écrit par une femme, il présente différents conseils sur une large variété de sujets : cuisine, gestion du foyer, premiers soins, domesticité, horticulture, etc. Éloge de la vie à la campagne, cet ouvrage est complété, lors de sa deuxième édition, par des Pensées fugitives adressées à ses lectrices, portant sur le mariage, l'amitié, la tenue d'une maison ou l'éducation des enfants.    

### Mort
Aglaé Adanson meurt en 1852 à Villeneuve-sur-Allier. Jusqu'à ses derniers jours, elle travaillera sur la sixième édition de son ouvrage. Elle repose aujourd'hui dans la chapelle du château de Balaine. Le parc botanique qu'elle a créé sur ses terres en 1804 est aujourd'hui encore géré et entretenu par ses descendants.

## Ouvrages
- La Maison de campagne (3 volumes), Paris, Audot, 1822 (BNF 30003481).
- Catalogue des arbres, arbrisseaux, arbustes et plantes vivaces , cultivés en pleine terre à Baleine, près Moulins, département de l'Allier, Paris, Audot, 1825 (BNF 30003479).
- Pensées et pièces fugitives sur différents sujets. Recueil dédié par Mme Aglaé Adanson aux lectrices de la "Maison de campagne", Paris, Audot, 1845 (BNF 30003488).
- Livre des enfants de la campagne, Moulins, P.-A. Desrosiers, 1852 (BNF 30003480).

## Hommages
Une rue porte son nom à Montpellier.